# Montréal (Ville) c. 2952-1366 Québec Inc.
Montréal (Ville) c. 2952-1366 Québec Inc.  est un arrêt de principe de la Cour suprême du Canada rendu en 2005 sur la liberté d'expression en vertu de l'article 2 (b) de la Charte canadienne des droits et libertés. La Cour a jugé qu'un bar de danseuses n'a pas le droit constitutionnel de diffuser de la musique dans les rues publiques afin d'attirer des clients. La décision affirme que le lieu où se situe l'expression était un facteur pour déterminer s'il y a une violation.

## Les faits
En 1996, le propriétaire d'un bar de danseuses montréalais sur la rue Ste-Catherine (le Cabaret Château du Sexe) a été accusé d'avoir enfreint un règlement de Montréal qui interdisait « le bruit produit au moyen d'appareils sonores ». Le propriétaire a contesté l'accusation au motif que la loi municipale violait sa liberté d'expression en vertu de l'article 2b) de la Charte.
Tant la Cour supérieure du Québec que la Cour d'appel du Québec ont jugé que la loi violait la liberté d'expression et ne pouvait être sauvegardée en vertu de l'article 1 de la Charte.

## Questions en litige
Les questions suivantes ont été soumises à la Cour suprême :
1. La municipalité pouvait-elle adopter la loi?
2. Le règlement enfreint-il l'article 2 (b) de la Charte canadienne?

## Jugement de la Cour suprême
Dans une décision rendue à six juges contre un, la Cour a conclu que le règlement était valide, qu'il violait la liberté d'expression, mais qu'il était sauvegardé en vertu de l'article 1 de la Charte canadienne des droits et libertés.
La juge en chef McLachlin et la juge Deschamps ont rédigé la décision pour la majorité. Dans leur décision, ils ont examiné la portée de la liberté d'expression et ont ajouté que le lieu de l'expression était pertinent pour un constat de violation. Dans cette situation, il y a une violation.
Il a été jugé que la violation était justifiée au regard de l'article 1. Les juges ont estimé que la finalité de la lutte contre les nuisances sonores était une finalité suffisamment importante et que les moyens disponibles étaient raisonnables.